# Lebeuville
Lebeuville település Franciaországban, Meurthe-et-Moselle megyében. Lakosainak száma 149 fő (2022. január 1.). Lebeuville Bainville-aux-Miroirs, Germonville, Gripport, Leménil-Mitry, Vaudeville és Vaudigny községekkel határos.

## Népesség
A település népességének változása:
| Lakosok száma | 155  | 136  | 141  | 165  | 173  | 174  | 175  | 176  | 167  | 149  |
|               | 1968 | 1982 | 1990 | 2006 | 2013 | 2015 | 2017 | 2019 | 2020 | 2022 |